# Brigitte Waldach
Brigitte Waldach (* 1966 in Berlin) ist eine deutsche bildende Künstlerin, die mit den Medien Zeichnung, Text, Installation und Sound arbeitet.

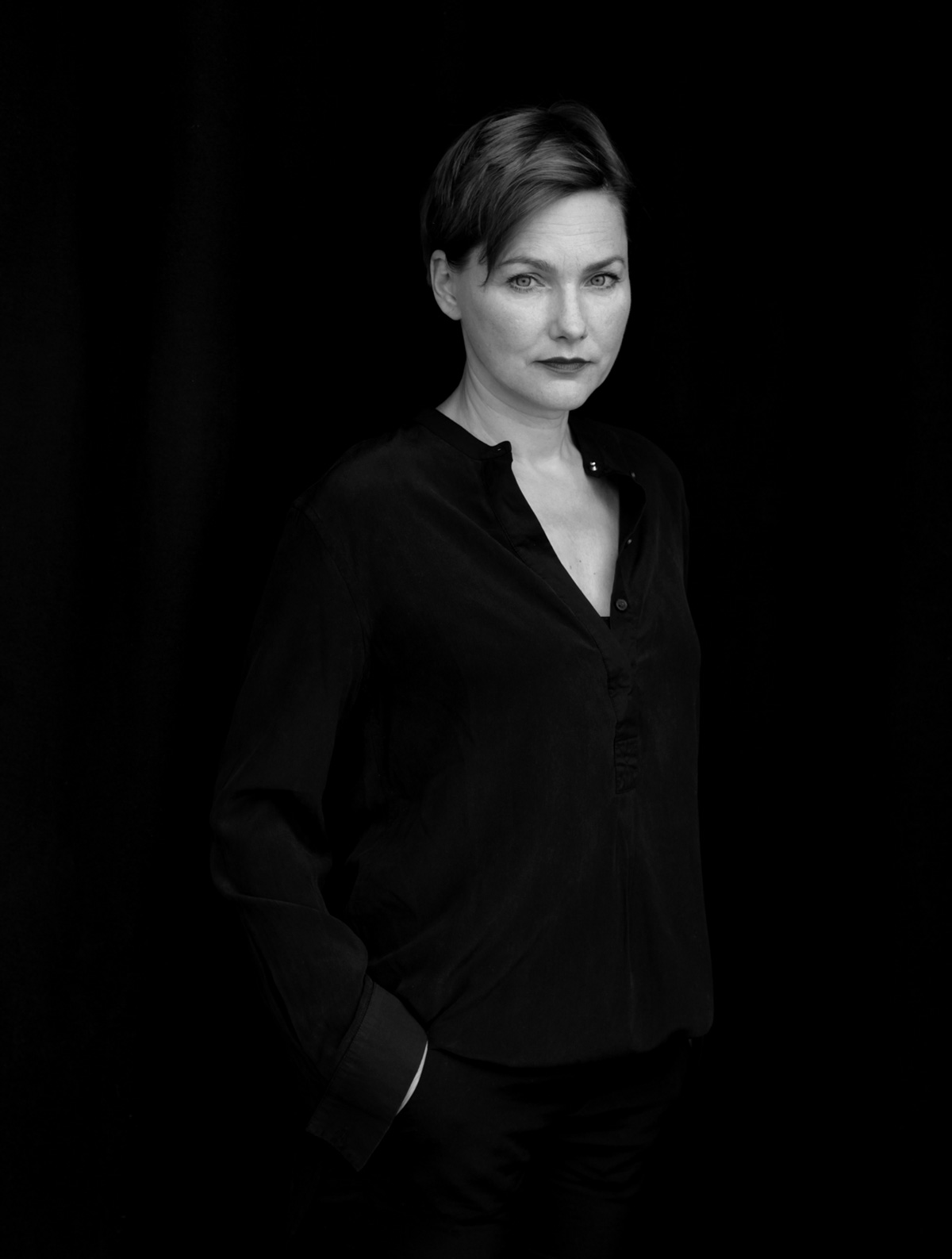
Brigitte Waldach (2016). Foto: Mart Engelen

## Leben
Brigitte Waldach studierte von 1991 bis 1993 an der Berliner Hochschule der Künste Kunstpädagogik und Kunstwissenschaft; parallel nahm sie bis 1996 ihr Studium der Germanistik an der Technischen Universität Berlin auf.
Anschließend studierte sie Freie Kunst und Malerei an der Hochschule der Künste in der Klasse von Georg Baselitz, bei dem sie im Jahr 2000 als Meisterschülerin ihr Studium abschloss.
2000 erhielt sie ein Nachwuchsförderung-Stipendium, verbunden mit einem Arbeitsaufenthalt in New York City. 2001 schloss sich ein Reisestipendium des Deutschen Akademischen Austauschdienstes (DAAD), ebenfalls für New York, an. Im Jahr 2004 war Brigitte Waldach Projekt-Stipendiatin des Berliner Senats. 2007 ermöglichte ihr ein Stipendium des Instituts für Auslandsbeziehungen (ifa) einen Arbeitsaufenthalt in São Paulo, Brasilien. Sie lebt und arbeitet in Berlin.

## Werk
Brigitte Waldach fertigt großformatige Zeichnungen und raumgreifende Installationen. Ihre Kunst beschäftigt sich mit mythologischen und zeitgeschichtlichen, mit existenziellen und brisanten Themen wie Terrorismus, Religion, Pathos, Gewalt, Liebe oder Angst. Sie hat sich künstlerisch intensiv mit dem Phänomen der politischen Radikalisierung in der deutschen Nachkriegsgesellschaft, etwa RAF und Deutscher Herbst, auseinandergesetzt. Politische oder religiöse Symbole tauchen häufig in ihren Werken auf; die Berliner Künstlerin arbeitet inhaltlich, ohne im Privaten zu verbleiben.
Ein Charakteristikum für ihr Werk ist die Farbe Rot, die mit Emotionen von Liebe bis Wut verbunden wird, aber auch politische Konnotationen enthält und für revolutionäre Tendenzen stehen kann. Das Thema Raum beschäftigt die Künstlerin in verschiedenen Facetten: als zweidimensionaler Bildraum, landschaftlicher Raum sowie als dreidimensionale Raumzeichnungen.
Ihr geistesgeschichtlicher Hintergrund als Germanistin spiegelt sich auch in ihrem künstlerischen Werk wider, etwa wenn sie literarische Texte von Hannah Arendt, Heiner Müller, Friedrich Nietzsche, David Foster Wallace oder Slavoj Žižek bearbeitet und in ihr Werk einfließen lässt. „Wenn ich lese, sehe ich Bilder, und wenn ich zeichne, sehe ich Texte. Ich kann keinen Bereich ohne den anderen denken“, äußert sich die Künstlerin.
Die Literaturzitate werden so verdichtet, dass wolkenartige Text-Gebilde entstehen. So zeichnet Waldach ihre Motive mit Linien und mit Worten. Auch in ihren mehrdimensionalen Raumzeichnungen, in denen Lineatur und Figuration durch meterlange rote, schwarze oder weiße Gummibänder ersetzt werden, spielen Texte als gesprochene Worte, also als Sound, eine zentrale Rolle. Dabei arbeitet sie mit professionellen Schauspielerinnen zusammen, etwa mit Fritzi Haberlandt.

### Zeichnungen

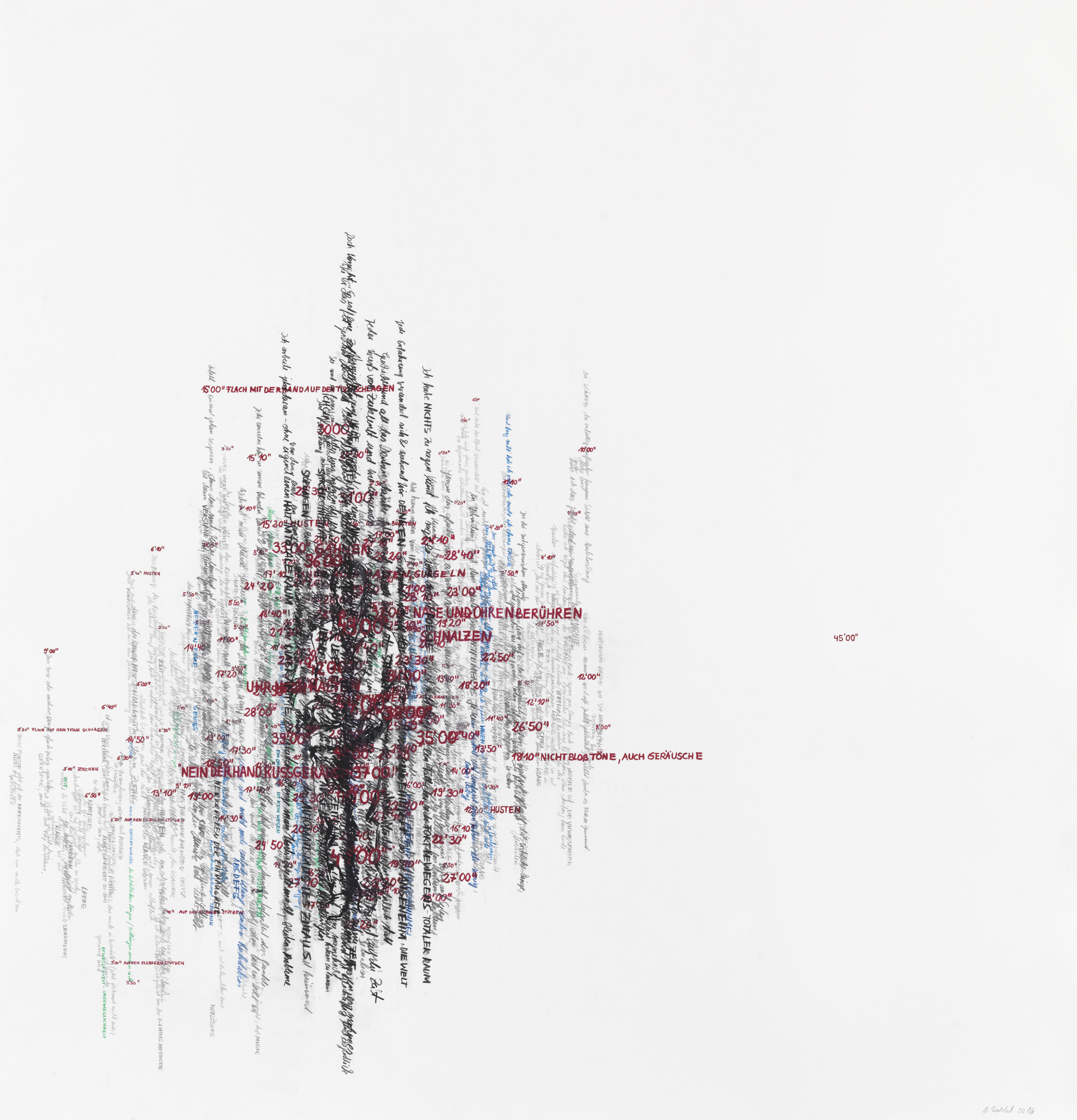
Brigitte Waldach, Zeit/Raum ´45 (John Cage), 2016, 146 × 140 cm / Foto Bernd Borchardt

In ihren Zeichnungen sind Figuren und Landschaftsmotive häufig von Texten in verschiedenen Schattierungen umgeben. Brigitte Waldach zeichnet großformatig, häufig sind es mehrteilige Bilder, bei denen sich Linien und Schrift zu einem komplexen Motiv vereinen. Ihre Gouache-, Graphit- und Pigmentstiftzeichnungen in Rot- und Grautönen entstehen auf Büttenpapier. Mit ihren Landschaften, den Baum-, Berg- und Weltraum-Motiven, definiert sie das zeitgenössische Landschaftsbild neu.
Die Serie History - Now (2016) reflektiert die Frage, wie eine heutige Enzyklopädie aussehen kann und zeigt Geschichtsschreibung als dynamischen Prozess. Brigitte Waldach interessiert die demokratische Grundidee, bei Wikipedia Geschichte mitzuschreiben und zu überschreiben. Als meistdiskutierte Themen und am häufigsten überschriebene Artikel der Online-Enzyklopädie hat sie Jesus, den Nationalsozialismus und Terrorismus identifiziert. Mit der Zeichnungssequenz hält Brigitte Waldach den regen Schreibprozess und Schreibfluss auf Wikipedia an und überführt ihn mit der Zeichnung in ein traditionelles künstlerisches Medium. Ihre History – Now-Zeichnungen machen mit Hilfe verschiedener Grauabstufungen die Entstehungsgeschichte und die unterschiedlichen Fassungen der Einträge sichtbar; anschließend fügt Waldach in ihren Zeichnungen eigene Texte und Originalzitate der ausgewählten Personen hinzu – und erschafft eine Art zeitgenössisches Historienbild.
Von der Lithographiewerkstatt „Edition Copenhagen“ wurde Brigitte Waldach 2014 eingeladen, eine Edition anzufertigen; es entstand unter anderem eine zehnteilige Folge zu den „10 Geboten“. Jede Woche lädt die Edition Copenhagen dänische oder internationale Künstler ein, in einem Workshop mit den dortigen Mitarbeitern exklusiv ein eigenes Projekt zu realisieren, darunter Antony Gormley, Katharina Grosse, William Kentridge, Imi Knoebel, Katharina Sieverding, Luc Tuymans und Günther Uecker.

### Raumzeichnungen
Neben den Zeichnungen auf Papier realisiert Brigitte Waldach seit 2007 raumgreifende Installationen in Museen und Galerien. Je nach Kontext bestehen sie aus verspannten Gummibändern, Wandzeichnungen und -texten, Sound und gebündeltem Licht. In den Raumzeichnungen löst sie die Linie aus ihrer Zweidimensionalität und führt die Zeichnung mit Hilfe von flexiblen Gummifäden in den Raum fort. Die Ausstellungsbesucher können sich in der Raumzeichnung frei bewegen und erfahren so den physischen Raum neu, denn mit jedem Schritt verändern sich Bild und Perspektive.
Raumzeichnungen und ortsspezifische Installationen hat die Künstlerin unter anderem in der Berlinischen Galerie (2007), im Museum MUST in Stavanger (2011), im Kunstraum des Deutschen Bundestags (2012), im Museum Marta Herford (2013 und 2020), im Felix-Nussbaum-Haus in Osnabrück (2018–2019), sowie in Galerien und international auf Kunstmessen realisiert.
Der Leiter der Kunsthalle Düsseldorf Gregor Jansen hebt in einem Katalogbeitrag hervor: „In ihren Raumzeichnungen ist sogar mit geschlossenen Augen etwas zu sehen – Bilder aus der Zeichenwelt des Klangs, ein akustisches Raumzeichnen, eine radikale Illusion. Ein Raum der Geschichte(n) und ein Hang zum Gesamtkunstwerk!? Letztlich eröffnet Waldach uns eine neue Ikonografie der Zeit zwischen Film, Bild, Symbol und Sprache als zeichenhafte Vermittlung von Innenwelt in der Zeichnung.“

### Kunst am Bau
Für das Café des Ausstellungshauses C/O Berlin hat Brigitte Waldach 2017 die Arbeit Im Inneren das Äußerste entwickelt. Buchstaben, Schriften und Wortfragmente verdichten sich zu langgestreckten Wolken und imaginären Landschaften. Einzelne Worte werden durch rote Kennzeichnungen hervorgehoben und mit langen roten Gummibändern an einem Fluchtpunkt an der Stirnseite des Raumes zusammengeführt. Als Text im Text blitzen Signalworte hervor, die eigenen Assoziationen der Rezipienten freien Lauf lassen. Textpassagen aus der Erzählung Nachmittag eines Schriftstellers von Peter Handke werden zitiert, fragmentiert, umformuliert – und bilden eine Textmatrix an den Wänden des Cafés und der gegenüberliegenden Fensterfront.
Für den Neubau des Hauptgebäudes der Sparkasse Allgäu in Kempten hat Brigitte Waldach 2017 das Kunst-am-Bau-Projekt Die Innenwelt der Außenwelt realisiert. Auch hier verwendete sie literarische Texte, die sich in den vier Etagen des Gebäudes über knapp 200 gläserne Trennwände ziehen. Sowohl in den öffentlich zugänglichen Bereichen, als auch in den Besprechungs- und Büroräumen der Mitarbeiter finden sich auf den Glaswänden Textfragmente von Friedrich Nietzsche, Ingeborg Bachmann, Heiner Müller, Durs Grünbein und Peter Handke.
Für die Künstlerin sind mit dem Projekt grundlegende Fragen verbunden: Kann Kunst-am-Bau den Charakter eines Gebäudes poetisieren? Kann sie die Funktion eines Raums transzendieren? Und wie wirken Bilder, Worte, literarische Texte auf uns, wenn sie Teil unserer alltäglichen Umgebung werden?

### Werke in öffentlichen Sammlungen
Werke von Brigitte Waldach befinden sich in zahlreichen öffentlichen Sammlungen, u. a. Albertina in Wien, Altana Kulturstiftung, Bad Homburg, ARoS Kunstmuseum, Aarhus, Dänemark, Berlinische Galerie, Fondation Francés, Paris, Kunsthalle Emden, Kunsthalle zu Kiel, Kupferstichkabinett der Staatlichen Museen zu Berlin, Neuer Berliner Kunstverein (Artothek), MUST Stavanger, Norwegen, Stiftung Moritzburg, Halle, Museum Kunstpalast, Düsseldorf sowie national und international in Privatsammlungen und Unternehmenssammlungen.

## Monographien (Auswahl)
- EXISTENZ. Brigitte Waldach im Felix-Nussbaum-Haus, Hrsg. Museumsquartier Osnabrück, Verlag Scheidegger und Spiess, Zürich 2019, ISBN 978-3-85881-658-0
- Brigitte Waldach. Die Innenwelt der Außenwelt, Jovis, Berlin 2017
- Brigitte Waldach. Der Mythos ist eine Maschine, Texte zur Welt, Heft 27 (hrsg. v. Sammlung Haus N.), Kiel 2017
- Brigitte Waldach. Bleierne Zeit / Leaden Time, Hrsg. Gallery Bo Bjerggaard, Kopenhagen, und Galerie CONRADS, Düsseldorf, mit Texten von Uta Grosenick und Gregor Jansen, Distanz Verlag, Berlin 2013
- Edition 5 der Berliner Festspiele (mit einem Text von David Foster Wallace), Berlin 2012
- Brigitte Waldach. Sturz / Fall (hrsg. v. Kunsthalle Emden, mit Texten von Lena Nievers und Katharina Henkel) Kehrer, Heidelberg 2010
- Brigitte Waldach. Trailer (mit einem Text von Andreas Schalhorn), Kehrer, Heidelberg 2007

## Artikel und Interviews
- Porträt bei arte metropolis
- Porträt im Rahmen einer Ausstellung im Stavanger Kunstmuseum
- Interview Focus Online
- Welt Kompakt: Das System der Sünde, 28. August 2015
- Tagesspiegel: Noch Meer (Nicola Kuhn) 1. Oktober 2011